# Васильев, Николай Михайлович (генерал-майор, 1893)
Николай Михайлович Васильев (1893—1953) — генерал-майор Советской Армии (28.09.1943), участник Гражданской и Великой Отечественной войн, Краснознамёнец (1922).

## Биография
Николай Васильев родился 14 ноября 1893 года. В 1918 году он пошёл на службу в Рабоче-крестьянскую Красную Армию. Участвовал в боях Гражданской войны. Приказом Революционного Военного Совета Республики в 1922 году за боевые заслуги Васильев был награждён орденом Красного Знамени РСФСР.
С начала Великой Отечественной войны — в действующей армии, в звании полковника занимал должность командира 1-й дивизии Войск наблюдения, оповещения и связи (ВНОС). 28 сентября 1943 года Васильеву было присвоено воинское звание генерал-майора войск связи. Участвовал в битве за Москву, во время которой дивизия под его командованием осуществляла контроль воздушного пространства на предмет пролёта вражеской авиации и своевременно оповещала военное командование и правительственные объекты. Несмотря на частое передислоцирование дивизии, Васильеву удалось добиться бесперебойного выполнения возложенных на неё боевых задач.
После окончания войны Васильев продолжал службу в Советской Армии. Проживал в Киеве. Скончался 6 января 1953 года, похоронен на Лукьяновском военном кладбище Киева.

Могила Васильева на Лукьяновском военном кладбище Киева.

## Награды
Был награждён орденом Ленина, тремя орденами Красного Знамени, орденами Отечественной войны 1-й степени и Красной Звезды, медалями «За оборону Москвы», «За победу над Германией», «XX лет Рабоче-крестьянской Красной Армии», «30 лет Советской Армии и Флота».